# Achirus declivis
Achirus declivis is een  straalvinnige vissensoort uit de familie van Amerikaanse tongen (Achiridae). De wetenschappelijke naam van de soort is voor het eerst geldig gepubliceerd in 1940 door Chabanaud.